# إغناثيو منديز
إغناثيو منديز (بالإسبانية: Juan Ignacio Méndez) (28 أبريل 1997 في الأرجنتين - ) هو لاعب كرة قدم أرجنتيني في مركز الوسط. لعب مع أرجنتينوس جونيورز.

## وصلات خارجية
- إغناثيو منديز على موقع قاعدة بيانات كرة القدم.إي يو (الإنجليزية)
- إغناثيو منديز على موقع Soccerway.com (الإنجليزية)